# Chiesa calvinista di Buda
La chiesa calvinista di Buda è un luogo di culto situato nel quartiere di Víziváros, a Budapest, in Ungheria. La chiesa fu costruita fra il 1893 e il 1896 secondo il progetto di Samu Pecz sul luogo in cui sorgeva un mercato medievale. La chiesa è il più importante esempio dell'operato dell'architetto.
L'edificio, pur seguendo i canoni dello stile neogotico, fa uso di tegole moderne. Nonostante la chiesa fosse stata costruita appositamente per i fedeli calvinisti, Pecz l'ha progettata servendosi di una struttura di chiesa cattolica tradizionale, che ha necessità liturgiche ed ecclesiastiche molto diverse.